# Metaphenica macarangae
Metaphenica macarangae är en insektsart som först beskrevs av Van Stalle 1986.  Metaphenica macarangae ingår i släktet Metaphenica och familjen Derbidae. Inga underarter finns listade i Catalogue of Life.